# Bess Truman
Elizabeth Virginia "Bess" Truman, född Wallace den 13 februari 1885 i Independence, Missouri, död 18 oktober 1982 i Independence, Missouri, var en amerikansk presidentfru 1945-1953, gift med president Harry S. Truman.

## Biografi
Bess Truman och hennes blivande make träffades som barn i söndagsskolan, och redan då lär han ha blivit betagen i hennes blonda lockar och blå ögon. De gifte sig den 28 juni 1919 och i äktenskapet föddes en dotter, Margaret Truman.
Bess Truman beskrivs som blyg och försynt, och ogillade officiella ceremonier och att stå i rampljuset. Under sina år som USA:s första dam försökte hon undvika all publicitet.